# Collegio uninominale Toscana - 01 (Camera dei deputati 2017)
Il collegio elettorale uninominale Toscana - 01 è stato un collegio elettorale uninominale della Repubblica Italiana per l'elezione della Camera tra il 2017 ed il 2022.

## Territorio
Come previsto dalla legge elettorale italiana del 2017, il collegio era stato definito tramite decreto legislativo all'interno della circoscrizione Toscana.
Era formato dalla maggior parte del territorio del comune di Firenze (Campo di Marte, Coverciano, Rovezzano, Duomo‐Stazione‐Santa Croce, Castello, Novoli, Peretola, Oberdan, San Salvi, Poggetto, Rifredi, Ponte di Mezzo‐Lippi, San Gallo, Le Cure, San Jacopino, Cascine).
Il collegio era parte del collegio plurinominale Toscana - 03.

## Eletti
In corsivo sono indicati cambiamenti intercorsi non in corrispondenza di elezioni.
| Elezione | Elezione | Deputato            | Partito              |
| -------- | -------- | ------------------- | -------------------- |
|          | 2018     | Gabriele Toccafondi | Alternativa Popolare |
|          | 2019     | Gabriele Toccafondi | Italia Viva          |

## Dati elettorali

### XVIII legislatura
Come previsto dalla legge elettorale, 232 deputati erano eletti con sistema a maggioranza relativa in altrettanti collegi uninominali a turno unico.
| Candidati              | Candidati                     | Voti    | %     | Liste                           | Voti    | %     |
| ---------------------- | ----------------------------- | ------- | ----- | ------------------------------- | ------- | ----- |
|                        | Gabriele Toccafondi ✔️ Eletto | 58 712  | 43,24 | Partito Democratico             | 48 285  | 35,56 |
| +Europa                | Gabriele Toccafondi ✔️ Eletto | 58 712  | 43,24 | 8 242                           | 6,07    |       |
| Italia Europa Insieme  | Gabriele Toccafondi ✔️ Eletto | 58 712  | 43,24 | 1 299                           | 0,96    |       |
| Civica Popolare        | Gabriele Toccafondi ✔️ Eletto | 58 712  | 43,24 | 886                             | 0,65    |       |
|                        | Carmen Giorgianni             | 34 152  | 25,15 | Lega                            | 14 798  | 10,90 |
| Forza Italia           | Carmen Giorgianni             | 34 152  | 25,15 | 11 517                          | 8,48    |       |
| Fratelli d'Italia      | Carmen Giorgianni             | 34 152  | 25,15 | 6 999                           | 5,15    |       |
| Noi con l'Italia - UDC | Carmen Giorgianni             | 34 152  | 25,15 | 838                             | 0,62    |       |
|                        | Alfonso Bonafede              | 25 775  | 18,98 | Movimento 5 Stelle              | 25 775  | 18,98 |
|                        | Sandra Gesualdi               | 9 934   | 7,32  | Liberi e Uguali                 | 9 934   | 7,32  |
|                        | Lorenzo Palandri              | 4 403   | 3,24  | Potere al Popolo!               | 4 403   | 3,24  |
|                        | Annalisa Settesoldi           | 1 031   | 0,76  | Partito Comunista               | 1 031   | 0,76  |
|                        | Saverio Di Giulio             | 975     | 0,72  | CasaPound                       | 975     | 0,72  |
|                        | Enrico Finetti                | 575     | 0,42  | Il Popolo della Famiglia        | 575     | 0,42  |
|                        | Chiara Pannullo               | 229     | 0,17  | Per una Sinistra Rivoluzionaria | 229     | 0,17  |
| Totale                 | Totale                        | 135 786 | 100   |                                 | 135 786 | 100   |
|                        |                               |         |       |                                 |         |       |
| Voti non validi        | Voti non validi               | 3 798   | 2,72  |                                 |         |       |
| Votanti                | Votanti                       | 139 584 | 78,43 |                                 |         |       |
| Elettori               | Elettori                      | 177 968 |       |                                 |         |       |